# 조선의 활자
이 문서는 조선시대의 활자에 대해 설명한 글이다.
교육 진흥에 따른 활발한 편찬 사업은 활자 인쇄술과 제지술의 발달을 촉진시켰다.
이미 13세기경에 세계 최초로 발명되어 쓰이기 시작한 금속활자는 조선 초기 이후 더욱 개량되어, 계미자(1403년: 태종 3년)·경자자(1421년: 세종 3년)·갑인자(1434년: 세종 16년) 등이 차례로 주자소에서 주조되었다. 그 중에서 특히 갑인자(甲寅字)는 글자 모습이 아름답고 인쇄하기에 편하게 주조되었을 뿐 아니라, 활자가 20여만 개나 되어 가장 우수한 활자로 꼽힌다.
활자 만드는 데 쓰는 금속은 처음에는 납이었으나 세종 18년부터는 그보다 강한 구리를 쓰기 시작했다. 하루에 만드는 활자 주조 수량은 독일의 구텐베르크가 만든 수량의 약 10배에 달하는 3,500자 정도나 되었다.
또 종전에는 밀(蜜)을 써서 활자를 고정시키는 방법을 썼으나, 세종 때부터는 식자판(植字版)을 조립하는 방법을 창안하여 종전보다 두 배 정도의 인쇄 효율을 올리게 되고 인쇄 효과도 훨씬 선명하게 되었다.
세종 때 학자 변계량(卞季良)이 쓴 《갑인자발(甲寅字跋)》에 “인쇄되지 않은 책이 없고 배우지 않은 사람이 없다.”라고 한 것은 다소 과장된 표현이긴 하지만, 조선 초기 출판문화의 높은 수준을 말해 준다. 조선의 인쇄 기술은 일본·중국 등 이웃나라의 인쇄 기술의 발전에 적지 않은 영향을 주었다.

## 계미자
계미자(癸未字)는 조선 시대 최초의 구리활자이다. 1403년(태종 3년) 왕명으로 주자소를 설치하고 예문관 대제학 이직(李稷), 총재 민무질(閔無疾) 등이 구리로 이 계미자를 만들었다. 이때 주조된 활자 수는 약 10만 자나 된다.
자본(字本)은 송판본(宋板本)의 《고주(古註)》, 《시경》 등을 이용하였으며, 인쇄본으로 《송조표전총류》 1책, 《십칠사찬고금통요(十七史纂古今通要)》 1책이 현존한다.

## 경자자
경자자(庚子字)는 조선 최초의 동활자인 계미자(癸未字)의 단점을 보완하여 만든 두 번째 구리활자이다. 1420년(세종 2) 계미자의 모양이 크고 가지런하지 못하며, 또 주조가 거칠어 인쇄하는 도중 활자동요가 자주 생겨 능률이 오르지 않으므로 세종이 다시 개주(改鑄)하게 한 것이다.
세종때에 들어와 처음으로 주조한 금속활자로, 활자의 모양은 끝이 송곳처럼 뾰족했던 계미자와는 달리 네모 반듯한 입방체로 고쳤으며, 인쇄 방식에 있어서도 밀납을 판에 녹여서 글자를 배열하던 방식을 개량해 글자 모양에 알맞게 인판을 만들고 죽목(竹木)으로 각 활자의 빈 공간을 메우는 방법을 활용함으로써, 밀랍을 사용하는 비용을 절감하면서도 인쇄량과 인쇄효과는 오히려 높일 수 있게 되어 금속활자 인쇄술의 많은 발전을 보게 되었다.

## 인쇄술

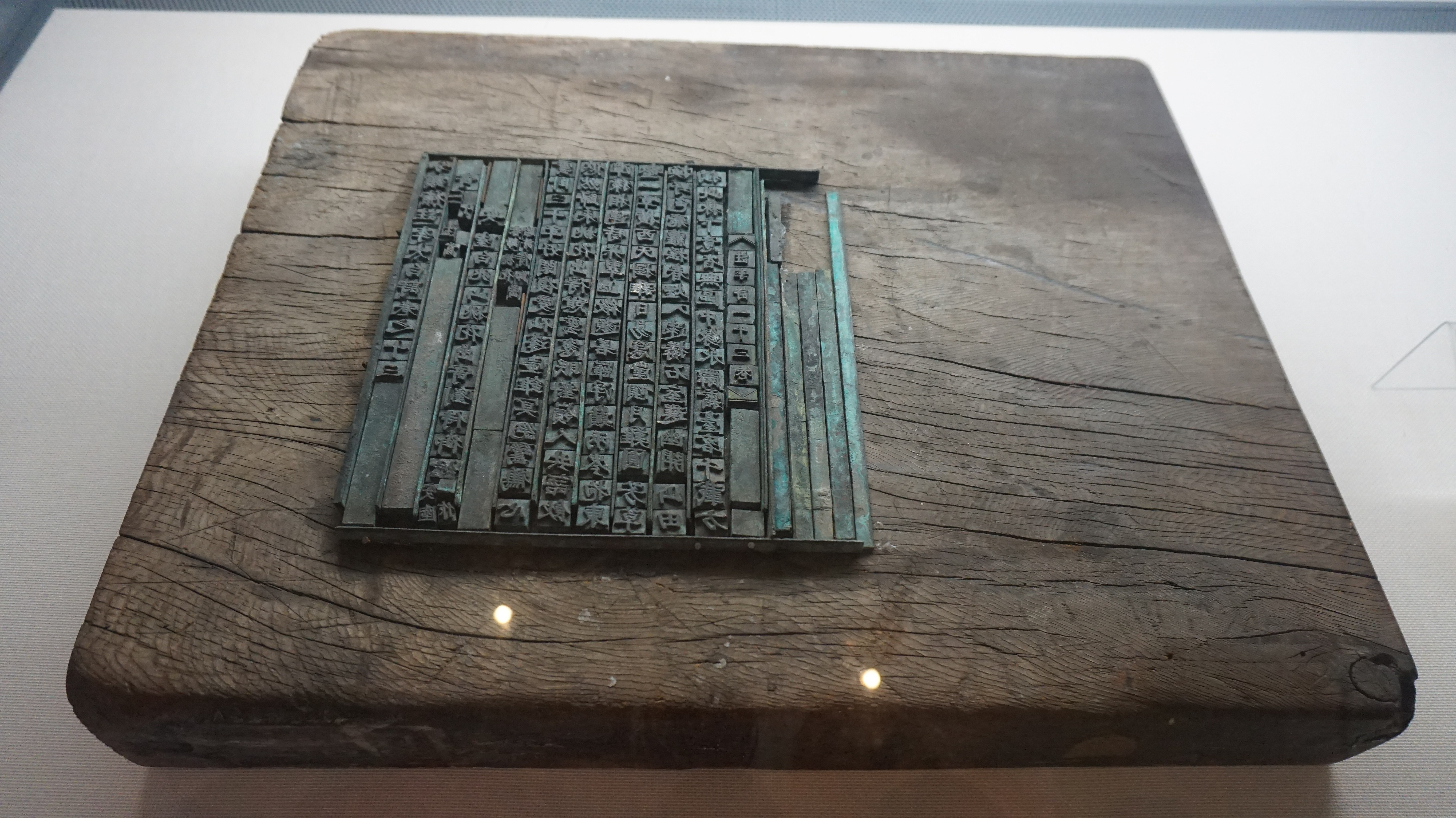
갑인자

갑인자(甲寅字)는 1434년(세종 16)에 만든 동철활자다. 위부인자(衛夫人字)라고도 한다.
왕명을 받들어 지중추원사 이천(李蕆)·직제학 김돈(金墩)·직전(直殿) 김호(金鎬)·호군(護軍) 장영실(蔣英實)·첨지사역원사(僉知司譯院事) 이세형(李世衡)·사인(舍人) 정척(鄭陟)·주부(主簿) 이순지(李純之) 등이 경연청에 소장(所藏)한 《효순사실(孝順事實)》, 《위선음즐(爲善陰騭)》, 《논어》 등의 명나라 초기 판본을 자본(字本)으로 하여 만들었다. 경자자(庚自字)보다 모양이 좀 크고 자체(子體)가 바르고 깨끗한 것이 20여만 자나 되었다.
현존하지 않으며, 그의 인쇄본 《신편음점성리군서구해》(新編音點性理群書句解) 2책,《증간왕장원집주분류소동파선생시》(增刊王狀元集注分類蘇東坡先生詩) 1책,《신간대자부음석문삼주》(新刊大字附音釋文三注) 1책이 있다.
2021년 6월, 인사동에서 갑인자 실물로 추정되는 한문 활자와 한글 활자가 발굴되어 주목받고 있다.

## 같이 보기
- 활자
- 조선의 문화